# NGC 3665
NGC 3665 (другие обозначения — UGC 6426, MCG 7-24-3, ZWG 214.4, IRAS11220+3902, PGC 35064) — линзообразная галактика (S0) в созвездии Большая Медведица.
Этот объект входит в число перечисленных в оригинальной редакции «Нового общего каталога».
В галактике вспыхнула сверхновая SN 2002hl типа Ia, её пиковая видимая звездная величина составила 16,3.
Галактика NGC 3665 входит в состав группы галактик NGC 3665. Помимо NGC 3665 в группу также входят NGC 3648, NGC 3652, NGC 3658, UGC 6416, UGC 6428, UGC 6433 и UGC 6517.